# Follonica Hockey 1952
Il Follonica Hockey (Pro Follonica dal 1957 al 1970 e Polisportiva Follonica dal 1971 al 1982) è una società italiana di hockey su pista con sede a Follonica. I suoi colori sociali sono il bianco e l'azzurro. Costituito nel 1952, la formazione biancoazzurra è stata la protagonista dell'hockey nazionale, in particolare durante il periodo detto degli immarcabili, aggiudicandosi quattro scudetti (2004-2005, 2005-2006, 2006-2007 e 2007-2008) nonché nove Coppe Italia, quattro Supercoppe e una Coppa di Lega che ne fanno il secondo club più titolato dietro solo al Novara; a livello europeo ha conquistato un'Eurolega (prima squadra italiana), una Coppa CERS e una Coppa Intercontinentale.

## Storia

### Le origini e gli anni sessanta
L'Associazione Sportiva Pro Follonica Hockey venne fondata nel 1952; vennero scelti il bianco e il blu come colori sociali. La squadra toscana dopo un primo anno di attività amatoriale venne iscritta al campionato di Promozione, dove rimase fino alla stagione del 1956 quando, aggiudicandosi il torneo, venne promossa in serie C. Dopo una prima stagione di assestamento i biancoazzurri ottennero la promozione in serie B, retrocedendo immediatamente l'anno successivo. Gli anni sessanta si aprirono con due partecipazioni consecutive al torneo di terzo livello. Dal 1961 al 1962 il Pro Follonica riuscì nell'impresa di compiere due promozioni consecutive approdando in serie A. Tuttavia la prima stagione in massima serie terminò con il decimo posto finale e l'immediato ritorno in cadetteria. Seguiranno anni in cui il Pro Follonica farà da spola tra le due categorie di serie A e B; sul termine del decennio la squadra riesce a stabilirsi in massima serie cogliendo due ottavi posti (nel 1967 e nel 1968) e un settimo posto nel 1969. Nell'edizione del 1967 vi fu l'esordio in Coppa Italia. Nel 1969 la città di Follonica poteva contare su ben due squadre in serie A con la promozione dello Skating Club Follonica.

### Gli anni settanta
Gli anni settanta per il Pro Follonica si aprirono con un settimo posto in serie A e la quarta partecipazione alla Coppa Italia. Al termine della stagione si fonde con lo Skating Club Follonica e cambia la denominazione in Polisportiva Follonica. Nonostante l'unione delle due squadre il club stentò rimanendo lontano dalle posizioni di vertice; nel 1971 giunse un ottavo posto in classifica collezionando ben tredici sconfitte su ventidue partite. Nel 1972 il piazzamento peggiore e la Polisportiva arriva al decimo posto in classifica ma in compagnia del CGC Viareggio; per stabilire la seconda squadra retrocessa in serie B con l'ENEL Bari si dovette ricorrere a uno spareggio. La partita fu giocata sul campo neutro di Breganze e vide i biancoazzurri salvarsi vincendo l'incontro per 4 a 3. Dopo la difficile annata il campionato del 1973 fu molto più tranquillo per i biancoazzurri che giunsero quinti cogliendo il miglior risultato in serie A fino a quel momento; anche l'anno successivo fu disputato un buon campionato cogliendo un sesto posto finale che consolidò la squadra tra le protagoniste della massima serie negli anni '70. La serie A del 1975 vide un ritorno nella parti basse della classifica da parte del Follonica che colse un ottavo posto con soli due punti di vantaggio sulle squadre in lotta per retrocedere. Nel 1976 la situazione migliora con un quinto posto finale e l'eliminazione ai quarti di finale della Coppa Italia per opera del CGC Viareggio. La Serie A 1977 vide la Polisportiva Follonica centrare la quarta posizione finale in campionato migliorando così il miglior piazzamento in massima serie; in Coppa Italia, invece, i follonichesi guadagnarono la finale, contendendo il trofeo all'AFP Giovinazzo. La gara d'andata, disputata in Toscana, vide i padroni di casa uscire sconfitti per 3 a 2; nella decisiva partita di ritorno, il Follonica si impose con un netto 10 a 4; questo risultato consegnò alla Polisportiva Follonica il primo titolo della sua storia e la conseguente qualificazione in Coppa delle Coppe. Dopo aver rafforzato la squadra con gli innesti, tra gli altri, di Claudio Anedda e Federico Paghi nel 1978 Follonica centra uno storico secondo posto in campionato a soli tre punti dal Trissino campione d'Italia; alla Pista Armeni andò in scena per la prima anche una coppa europea la Coppa delle Coppe 1977-1978. Nel torneo i follonichesi esordirono al primo turno contro gli olandesi del Residentie che furono superati con non pochi problemi e grazie a un solo gol di scarto; i quarti di finale furono disputati contro i tedeschi dell'Herten superati con un'agevole vittoria in casa per 5 a 0; la semifinale vide i biancoazzurri soccombere ai portoghesi dell'Oeiras futuri vincitori della manifestazione. Il decennio si chiuderà con un quinto posto nel 1979 e un undicesimo posto nel 1979-1980.

### Gli anni ottanta
Dopo sedici stagioni passati in serie A gli anni '80 si aprono con la retrocessione in serie B maturata al termine di una stagione conclusa al quattordicesimo e ultimo posto. L'anno successivo centra subito la promozione in massima serie ma soprattutto conquista per la seconda volta, ancora contro l'AFP Giovinazzo, la coppa Italia. Al termine della stagione cambia denominazione assumendo quella attuale di Follonica Hockey 1952. La stagione 1982-1983 vide il Follonica assestarsi al sesto posto in classifica finale che gli valse la qualificazione ai play-off scudetto che proprio in questa stagione furono introdotti per stabilire la squadra campione d'Italia. I biancoazzurri furono abbinati alla favorita Reggiana; il pronostico fu completamente ribaltato e vide gli emiliani soccombere in entrambe le gare vinte dal Follonica per 4 a 3 a Reggio Emilia e per 4 a 2 in casa qualificandosi per la semifinale. Avversario di turno fu l'Amatori Lodi che si rivelò un avversario molto duro sconfiggendo in entrambe le gare i toscani. Grazie alla disputa delle semifinali dei play-off scudetto la squadra si qualificò alla Coppa CERS. In Coppa delle Coppe, disputata dopo la vittoria in coppa Italia dell'anno precedente, il Follonica fu clamorosamente eliminato dal Marathon (squadra olandese) ai quarti di finale. L'annata seguente si concluse con un decimo posto finale in Serie A1 (nuovo nome della massima serie) e con l'eliminazione agli ottavi di finale in Coppa CERS per opera ancora una volta dell'Amatori Lodi. Anche la stagione seguente termina con un decimo posto e la mancata qualificazione ai play-off; il Follonica riesce però a conquistare la Coppa di Lega avendo la meglio nel girone finale sul CGC Viareggio e sulla Reggiana. Al termine della Serie A1 1984-1985 arriva una nuova retrocessione in A2. Le ultime annate degli anni ottanta vedranno il Follonica impegnato in Serie A2 senza riuscire a raggiungere l'agognata promozione in massima serie.

### Gli anni novanta
Gli anni novanta si aprirono con il ritorno della squadra toscana in massima categoria grazie all'ottimo campionato in serie A2 1990-1991. Nel 1991-1992 Follonica giunse solo quattordicesima e dovette vincere i play-out per restare in serie A1. Anche l'annata seguente vide riproporsi lo stesso canovaccio con la salvezza raggiunta sempre ai play-out. Il quarto posto conseguito nel 1993-1994 consentì ai biancoazzurri la qualificazione ai play-off scudetto. L'anno seguente invece venne disputato un campionato deludente concluso con l'undicesimo posto e la relativa retrocessione in serie A2; solo grazie alla defezione dell'Amatori Reggio Emilia la squadra poté salvarsi e rimanere in massima serie. La retrocessione però giunse al termine del torneo 1996-1997 dopo che l'anno prima fu agguantata una salvezza stentata. Per tutta la durata del decennio ci fu quindi una spola tra la massima categoria e la serie A2 che relegò il Follonica a squadra di seconda fascia dietro le corazzate del campionato italiano quali il Novara, il Prato e il Roller Monza.

### Gli anni duemila
Il primo decennio del XXI secolo segnerà il periodo di massimo splendore per il club toscano. Infatti nel 2000-2001 venne centrato subito il ritorno in massima serie dominando il gruppo B della serie A2; il Follonica chiuse il campionato senza conoscere sconfitta inanellando quindici vittorie e tre pareggi. La stagione seguente vide i biancoazzurri centrare un ottimo quinto posto che se non consentì la partecipazione ai play-off riportò il Follonica dopo diciotto anni a disputare una coppa europea, la Coppa CERS. La serie A1 2002-2003 si concluse ancora con un buon quinto posto che però valse la qualificazione ai play-off grazie alla riforma degli stessi che passavano a essere disputati dalle prime otto squadre dopo la stagione regolare. I quarti di finale videro il Follonica prevalere sulla Goriziana in due gare e qualificarsi per il turno successivo; turno successivo che fu disputato contro il Prato Primavera e che vide due vittorie di quest'ultimi e la relativa eliminazione dal torneo. In Coppa CERS il cammino si interruppe ai quarti di finale contro gli spagnoli del Lleida che arriveranno a disputare la finale del torneo. Il campionato successivo vide il Follonica confermarsi tra le grandi del torneo arrivando ancora una volta quinta in classifica finale e centrando la partecipazione ai play-off. Play-off che incominciarono contro il Roller Novara e che videro prevalere i biancoazzurri toscani in tre gare; l'avversario in semifinale fu ancora una volta il Primavera Prato campione in carica e vide quest'ultimi prevalere in tre gare. In Coppa CERS il Follonica fu eliminato agli ottavi di finale dall'Igualada.

#### Gli immarcabili (2004-2009)

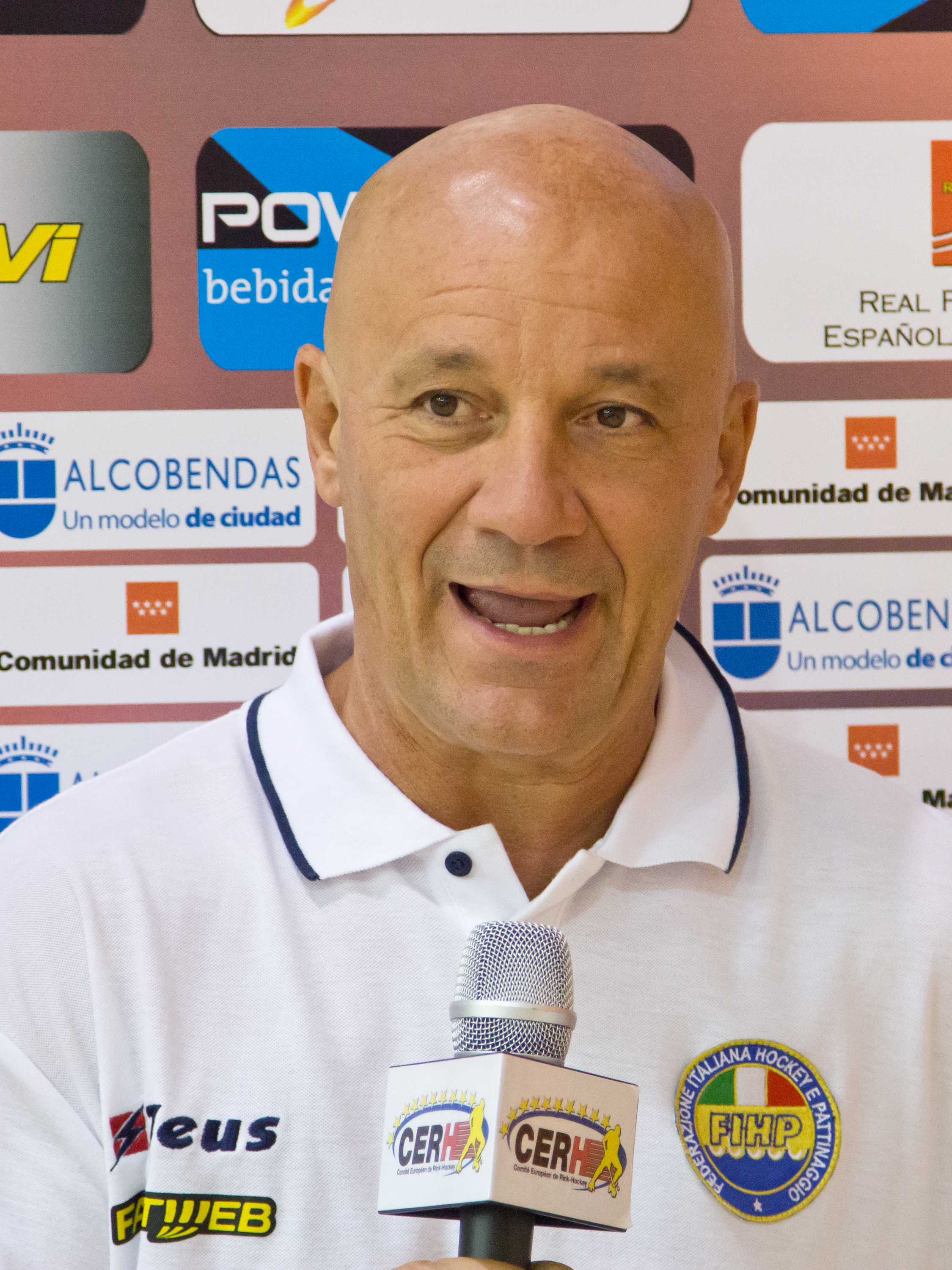
Massimo Mariotti allenatore-giocatore del Follonica 2004-2009

Nel 2004 Follonica ingaggiò tre coppie di fratelli: Alessandro e Mirko Bertolucci, Enrico e Massimo Mariotti e i fratelli Alberto e Alessandro Michielon. Con questi innesti la squadra raggiunse il periodo di massimo splendore vincendo quattro scudetti consecutivi e per la prima volta per una squadra italiana la Champions League. Il ciclo ebbe inizio con la vittoria dello scudetto nella stagione 2004-2005; in stagione regolare la squadra colse il primo posto assoluto qualificandosi da favorita ai play-off; i quarti di finale videro i biancoazzurri opposti al Salerno che venne regolato in due gare. La semifinale fu contro il CGC Viareggio anch'esso sconfitto in due gare. La finale per il titolo fu disputata contro il Bassano 54 campione in carica. Con due vittorie in altrettante partite la squadra follonichese si laureò per la prima volta nella propria storia campione d'Italia. Dopo aver vinto anche la Coppa Italia, aggiudicandosi il trofeo per la terza volta, la squadra di Mariotti completò il treble vincendo anche la Coppa CERS. Il torneo europeo incominciò contro gli svizzeri del Thunerstern eliminati agevolmente con due vittorie. I quarti di finale videro il Follonica eliminare i più quotati avversari del Benfica di Lisbona e in semifinale avere la meglio sugli spagnoli del Noia. La finale fu ancora contro il Bassano 54 e vide i toscani avere nettamente la meglio sui veneti vincendo il primo trofeo europeo della loro storia. La stagione 2005-2006 si apre con la vittoria in supercoppa italiana ottenuta contro i rivali di sempre del Bassano 54. La vittoria in Coppa CERS dell'anno precedente offre la possibilità al Follonica di partecipare alla Coppa Continentale contro i campioni d'Europa del Barcellona. Il trofeo venne conquistato dagli spagnoli ma i toscani si tolsero la soddisfazione di vincere l'incontro giocato al Capannino per 7 a 4. In ambito nazionale Follonica vincerà il secondo scudetto consecutivo battendo nuovamente il Bassano 54 in finale scudetto; contro il Primavera Prato giunge la quarta coppa Italia. La stagione però verrà ricordata per la vittoria in Champions League. I campioni d'Italia incominciarono la loro prima avventura nel massimo torneo europeo contro i tedeschi del Cronenberg sconfitti con un punteggio totale di 11 a 5. Negli ottavi di finale l'avversario fu il Barcellona già incontrato in coppa continentale. Dopo la sconfitta al Palau Blaugrana per 3 a 1, il Follonica riuscì a eliminare i più quotati avversari sconfiggendoli al capannino per 4 a 1 qualificandosi per il turno successivo. Nella fase a gironi il Follonica fu inserito nel gruppo A con il Porto, Bassano 54 e il Thunerstern. La squadra toscana infilò cinque vittorie e un pareggio e insieme con il Porto si qualificò per le final four del torneo. All'atto finale, giocato a Torres Novas in Portogallo i biancoazzurri ebbero la meglio sulle tre rivali laureandosi per la prima volta nella storia campioni d'Europa. La stagione successiva vide per il Follonica arrivare il terzo titolo italiano vinto in finale dei play-off scudetto contro il CGC Viareggio, la quinta coppa Italia contro il Bassano 54 e la seconda supercoppa italiana facendo per il secondo anno il treble nazionale; in Champions League la squadra apparve stanca e venne eliminata alla fase a gironi. Il 24 marzo 2007 sconfiggendo a Follonica gli argentini del Concepción vince la Coppa Intercontinentale. Dopo il quarto titolo italiano consecutivo colto nel 2007-2008 e le sesta coppa Italia la squadra si sciolse: i fratelli Michielon chiusero la loro carriera agonistica, Enrico Mariotti si accasò al Bassano, i fratelli Bertolucci andarono in Spagna al Reus Deportiu. Di fatto era finita l'era del immarcabili, un'era irripetibile. Il decennio si chiuderà con la vittoria di altre due coppe Italia e una supercoppa italiana.

### Gli anni duemiladieci
Gli anni duemiladieci si aprirono con un undicesimo posto in Serie A1 che non consentirono la partecipazione ai play-off; in Eurolega la squadra venne eliminata alla fase a gironi. L'anno seguente dopo un ottavo posto in stagione regolare il cammino del Follonica si fermò ai quarti di finale dei play-off contro l'Amatori Lodi. La squadra venne rifondata con un gruppo di giovani giocatori; in Serie A1 2012-2013 ottenne un nono posto finale; in Coppa CERS il cammino si fermò subito al primo turno. Nel 2013-2014 i biancoazzurri tornano a disputare i play-off scudetto dove vengono eliminati ai quarti di finale dal Valdagno; in Coppa CERS dopo aver superato agevolmente gli austriaci del Wolfurt vengono superati dal Turquel per 6 a 4. Nelle due stagioni seguenti Follonica non avrà risultati eclatanti con un settimo posto sia nel 2014-2015 sia nel 2015-2016 con i quarti di finale come massimo traguardo ai play-off. Va meglio nella Serie A1 2016-2017 in cui i toscani centrano un prezioso quarto posto finale; nei play-off superano i quarti di finale contro il Bassano per poi venire eliminati dal favorito Forte dei Marmi. La stagione 2017-2018 vide il ritorno del Follonica in Eurolega grazie al piazzamento del torneo precedente. In Serie A1 arriva sesto e viene eliminato ancora una volta ai quarti di finale dei play-off. In Eurolega supera la fase a gironi classificandosi al secondo posto del gruppo B dietro al Porto; nei quarti di finale incontra il Barcellona e dopo aver pareggiato per 3 a 3 in casa esce sconfitta per 5 a 1 dal Palau Blaugrana fallendo l'accesso alla final four. Sorprendentemente però conquista la nona Coppa Italia giocata sulla pista di casa sconfiggendo in finale il Forte dei Marmi per 3 a 2. La stagione 2018-2019 vide il Follonica giungere al sesto posto in Serie A1 con l'ennesima eliminazione ai quarti di finale dei play-off scudetto.

## Cronistoria
| Cronistoria del Follonica Hockey 1952 |
| --- |
| - 1952 · Fondazione dell'A.S. Pro Follonica Hockey. - 1953 · Attività regionale. - 1954 · Promozione. - 1955 · Promozione. - 1956 · Promozione. Promosso in Serie C. - 1957 · ? in Serie C. - 1958 · ? in Serie C. Promosso in Serie B. - 1959 · ? in Serie B. Retrocesso in Serie C. - 1960 · ? in Serie C. - 1961 · ? in Serie C. Promosso in Serie B. - 1962 · ? in Serie B. Promosso in Serie A. - 1963 · 10º in Serie A. Retrocesso in Serie B. - 1964 · ? in Serie B. Promosso in Serie A. - 1965 · 10º in Serie A. Retrocesso in Serie B. - 1966 · ? in Serie B. Promosso in Serie A. - 1967 · 8º in Serie A. Semifinale della Coppa Italia. - 1968 · 8º in Serie A. ? della Coppa Italia. - 1969 · 7º in Serie A. ? della Coppa Italia. - 1970 · 7º in Serie A. ? della Coppa Italia. - 1970 · Si fonde con lo Skating Club Follonica e cambia la denominazione in Polisportiva Follonica. - 1971 · 8º in Serie A. ? della Coppa Italia. - 1972 · 10º in Serie A. ? della Coppa Italia. - 1973 · 5º in Serie A. - 1974 · 6º in Serie A. ? della Coppa Italia. - 1975 · 8º in Serie A. ? della Coppa Italia. - 1976 · 5º in Serie A. Quarti di finale della Coppa Italia. - 1977 · 4º in Serie A. Vince la Coppa Italia (1º titolo). - 1978 · 2º in Serie A. Seconda fase della Coppa Italia. Semifinale della Coppa delle Coppe. - 1979 · 5º in Serie A. - 1979-1980 · 11º in Serie A. ? della Coppa Italia. - 1980-1981 · 14º in Serie A. Retrocesso in Serie B. ? della Coppa Italia. - 1981-1982 · ? in Serie B. Promosso in Serie A. Vince la Coppa Italia (2º titolo). - 1982 · Cambia la denominazione in Follonica Hockey 1952. - 1982-1983 · 6º in Serie A, semifinale dei play-off scudetto. Quarti di finale della Coppa Italia. Quarti di finale della Coppa delle Coppe. - 1983-1984 · 10º in Serie A1. Quarti di finale della Coppa Italia. Primo turno della Coppa CERS. - 1984-1985 · 10º in Serie A1. ? della Coppa Italia. Vince la Coppa di Lega (1º titolo). - 1985-1986 · 13º in Serie A1. Retrocesso in Serie A2. ? della Coppa Italia. - 1986-1987 · 6º in Serie A2. - 1987-1988 · 2º in Serie A2. Primo turno della Coppa Italia. - 1988-1989 · 11º in Serie A2. - 1989-1990 · ? in Serie A2. - 1990-1991 · ? in Serie A2. Promosso in Serie A1. - 1991-1992 · 14º in Serie A1. - 1992-1993 · 11º in Serie A1. ? della Coppa Italia. - 1993-1994 · 4º in Serie A1, quarti di finale dei play-off scudetto. ? della Coppa Italia. - 1994-1995 · 11º in Serie A1. Retrocesso in Serie A2. ? della Coppa Italia. - 1995-1996 · 10º in Serie A1. ? della Coppa Italia. - 1996-1997 · 12º in Serie A1. Retrocesso in Serie A2. ? della Coppa Italia. - 1997-1998 · 4º nel girone B in Serie A2. - 1998-1999 · 1º nel girone B in Serie A2. Promosso in Serie A1. - 1999-2000 · 10º in Serie A1. Retrocesso in Serie A2. Prima fase della Coppa Italia. Prima fase della Coppa di Lega. - 2000-2001 · 1º nel girone B in Serie A2. Promosso in Serie A1. - 2001-2002 · 5º in Serie A1. Semifinale della Coppa Italia. Turno eliminatorio delle Final Six della Coppa di Lega. - 2002-2003 · 5º in Serie A1, semifinale dei play-off scudetto. Semifinale della Coppa Italia. Quarti di finale della Coppa CERS. - 2003-2004 · 5º in Serie A1, semifinale dei play-off scudetto. Semifinale della Coppa Italia. Ottavi di finale della Coppa CERS. - 2004-2005 · Campione d'Italia (1º titolo). Vince la Coppa Italia (3º titolo). Vince la Coppa CERS (1º titolo). - 2005-2006 · Campione d'Italia (2º titolo). Vince la Coppa Italia (4º titolo). Vince la Supercoppa italiana (1º titolo). Vince la Champions League (1º titolo). Finale della Coppa Continentale. - 2006-2007 · Campione d'Italia (3º titolo). Vince la Coppa Italia (5º titolo). Vince la Supercoppa italiana (2º titolo). Fase a gironi della Champions League. Finale della Coppa Continentale. Vince la Coppa Intercontinentale (1º titolo). - 2007-2008 · Campione d'Italia (4º titolo). Vince la Coppa Italia (6º titolo). Finale della Supercoppa italiana. Fase a gironi dell'Eurolega. - 2008-2009 · 1º in Serie A1, finale dei play-off scudetto. Vince la Coppa Italia (7º titolo). Vince la Supercoppa italiana (3º titolo). Quarti di finale dell'Eurolega. - 2009-2010 · 2º in Serie A1, finale dei play-off scudetto. Vince la Coppa Italia (8º titolo). Finale della Supercoppa italiana. Prima fase della Coppa di Lega. Seconda fase dell'Eurolega. - 2010-2011 · 11º in Serie A1. Seconda fase della Coppa Italia. Finale della Supercoppa italiana. Fase a gironi dell'Eurolega. - 2011-2012 · 8º in Serie A1, quarti di finale dei play-off scudetto. Prima fase della Coppa Italia. - 2012-2013 · 9º in Serie A1. Seconda fase della Coppa Italia. Primo turno della Coppa CERS. - 2013-2014 · 6º in Serie A1, quarti di finale dei play-off scudetto. Quarti di finale della Coppa Italia. Ottavi di finale della Coppa CERS. - 2014-2015 · 7º in Serie A1, quarti di finale dei play-off scudetto. Quarti di finale della Coppa Italia. Quarti di finale della Coppa CERS. - 2015-2016 · 7º in Serie A1, quarti di finale dei play-off scudetto. Quarti di finale della Coppa Italia. Ottavi di finale della Coppa CERS. - 2016-2017 · 4º in Serie A1, semifinale dei play-off scudetto. Semifinale della Coppa Italia. Ottavi di finale della Coppa CERS. - 2017-2018 · 6º in Serie A1, quarti di finale dei play-off scudetto. Vince la Coppa Italia (9º titolo). Quarti di finale dell'Eurolega. - 2018-2019 · 6º in Serie A1, quarti di finale dei play-off scudetto. Quarti di finale della Coppa Italia. Finale della Supercoppa italiana. Fase a gironi dell'Eurolega. - 2019-2020 · 8º in Serie A1. Quarti di finale della Coppa WSE. - 2020-2021 · 5º in Serie A1, semifinale dei play-off scudetto. Semifinale della Coppa Italia. - 2021-2022 · 3º in Serie A1, semifinale dei play-off scudetto. Semifinale della Coppa Italia. Finale della Coppa WSE. - 2022-2023 · 6º in Serie A1, quarti di finale dei play-off scudetto. Quarti di finale della Coppa Italia. Secondo turno di qualificazione della Champions League. Quarti di finale della Coppa WSE. Semifinale della Coppa Continentale. - 2023-2024 · 3º in Serie A1, semifinale dei play-off scudetto. Finale della Coppa Italia. Primo turno di qualificazione della Champions League. Finale della Coppa WSE. - 2024-2025 · 5º in Serie A1, quarti di finale dei play-off scudetto. Quarti di finale della Coppa Italia. Vince la Supercoppa italiana (4º titolo). Turno di qualificazione della Champions League. Semifinale del WSE Trophy. Semifinale della Coppa Continentale. |

## Colori e simboli
Il Follonica Hockey, una delle squadre di hockey su pista più rappresentative in Italia, ha una lunga tradizione e una forte identità visiva. I colori sociali del Follonica Hockey sono il blu e il bianco. Questi colori sono utilizzati sia sulle divise dei giocatori che nelle varie attività e iniziative del club.
Il simbolo del Follonica Hockey è molto semplice ma significativo. Esso rappresenta due giocatori di hockey stilizzati con sotto il numero 1952, anno di fondazione del club. Il logo include anche la scritta "Follonica Hockey".

## Strutture

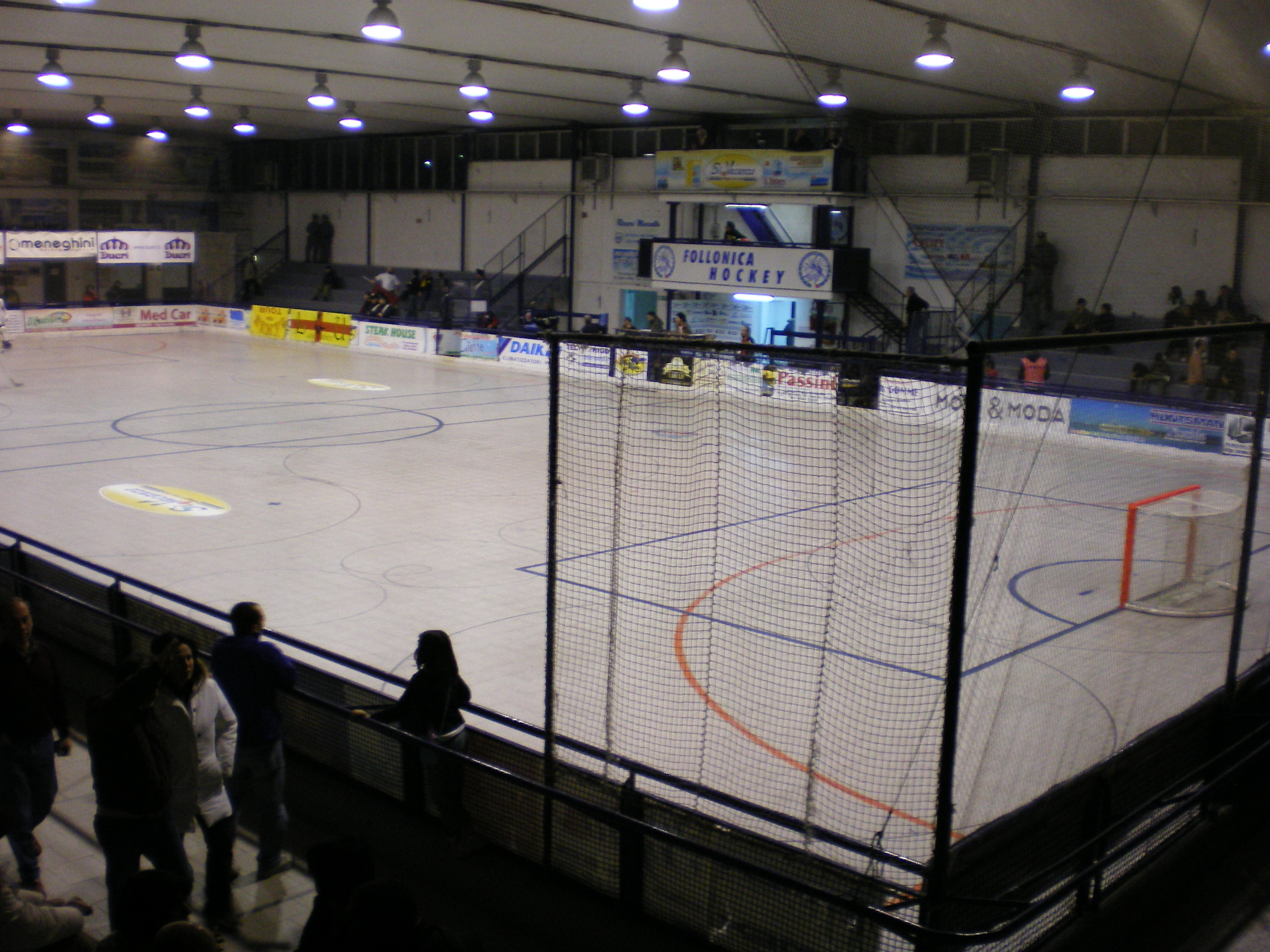
L'interno della Pista Armeni

Nell'epoca dei campionati all'aperto, le partite vennero giocate alla Pista dei Pini.
Oggi il campo principale di gioco del Follonica Hockey è il Palasport Armeni, conosciuto come il Capannino. L'impianto si trova in Via Sanzio, ed è considerato uno dei migliori campi d'Italia per quel che riguarda l'hockey su pista, grazie alle piastrelle in graniglia che costituiscono il fondo di gioco. La dimensione del rettangolo da gioco è di 20x40 metri, e la capienza complessiva dell'impianto si aggira attorno ai 1 500 posti.
Solo in particolari occasioni in cui il "Capannino" sarebbe stato palesemente inadeguato per il numero di tifosi accorsi, come la vittoria della terza Coppa Italia e la storica vittoria della Coppa Intercontinentale, è stato utilizzato il Palazzetto dello Sport "PalaGolfo", intitolato alla memoria del giocatore Raul Micheli, rappresentante indimenticabile dell'hockey follonichese in Italia, e dell'hockey italiano nel mondo. La dimensione del rettangolo da gioco è di 20x40 metri, con la differenza del materiale del campo di gioco (si tratta infatti di parquet in rovere); la capienza complessiva dell'impianto (anch'esso situato in via Sanzio) si aggira attorno ai 2 000 posti seduti e altrettanti in piedi.

## Società
- Presidente: Franco Ciullini
- Vicepresidente: Anna Guarguaglini
- Consiglieri:
- Direttore sportivo: Riccardo Checchi
- Segretaria:
- Addetto stampa: Leonida Romualdi

## Palmarès

### Competizioni nazionali
- Campionato italiano: 4

2004-2005, 2005-2006, 2006-2007, 2007-2008
- Coppa Italia: 9

1977, 1981-1982, 2004-2005, 2005-2006, 2006-2007, 2007-2008, 2008-2009, 2009-2010, 2017-2018
- Supercoppa italiana: 4 (record condiviso con il Forte dei Marmi)

2005, 2006, 2008, 2024
- Coppa di Lega: 1

1984-1985

### Competizioni internazionali
- Coppa dei Campioni/Champions League/Eurolega: 1 (record italiano condiviso con il Trissino)

2005-2006
- Coppa CERS/WSE: 1

2004-2005
- Coppa Intercontinentale: 1 (record italiano condiviso con il Trissino)

2007

## Statistiche

### Partecipazione ai campionati
| Livello | Categoria | Partecipazioni | Debutto   | Ultima stagione | Totale |
| ------- | --------- | -------------- | --------- | --------------- | ------ |
| 1º      | Serie A   | 18             | 1963      | 1982-1983       | 53     |
| 1º      | Serie A1  | 35             | 1983-1984 | 2025-2026       | 53     |
| 2º      | Serie B   | 5              | 1959      | 1981-1982       | 13     |
| 2º      | Serie A2  | 8              | 1986-1987 | 2000-2001       | 13     |
| 3º      | Serie C   | 4              | 1957      | 1961            | 4      |

### Partecipazione alle coppe nazionali
| Competizione        | Partecipazioni | Debutto   | Ultima stagione |
| ------------------- | -------------- | --------- | --------------- |
| Coppa Italia        | 48             | 1967      | 2024-2025       |
| Supercoppa italiana | 8              | 2005      | 2024            |
| Coppa di Lega       | 3              | 1984-1985 | 2001-2002       |

### Partecipazioni alla coppe internazionali
| Competizione              | Partecipazioni | Debutto   | Ultima stagione |
| ------------------------- | -------------- | --------- | --------------- |
| Coppa CERS/WSE            | 13             | 1983-1984 | 2023-2024       |
| Eurolega/Champions League | 11             | 2005-2006 | 2024-2025       |
| Coppa Continentale        | 4              | 2005-2006 | 2024-2025       |
| Coppa delle Coppe         | 2              | 1977-1978 | 1982-1983       |
| Coppa Intercontinentale   | 1              | 2007      | 2007            |
| WSE Trophy                | 1              | 2024-2025 | 2024-2025       |

#### Bilancio degli incontri nelle coppe europee
| Competizione              | Partite | Partite  | Partite | Partite   | Reti  | Reti   |
| Competizione              | Giocate | Vittorie | Pareggi | Sconfitte | Fatte | Subite |
| ------------------------- | ------- | -------- | ------- | --------- | ----- | ------ |
| Coppa CERS/WSE            | 64      | 40       | 4       | 20        | 299   | 194    |
| Eurolega/Champions League | 70      | 33       | 6       | 31        | 262   | 266    |
| Coppa Continentale        | 6       | 2        | 0       | 4         | 16    | 23     |
| Coppa delle Coppe         | 8       | 3        | 0       | 5         | 29    | 45     |
| WSE Trophy                | 3       | 2        | 1       | 0         | 24    | 9      |
| Coppa Intercontinentale   | 1       | 1        | 0       | 0         | 4     | 2      |
| Totale                    | 152     | 81       | 11      | 60        | 634   | 539    |

## Organico

### Giocatori
| N° | Naz.                 | Ruolo | Sportivo           |  |  |  |
| -- | -------------------- | ----- | ------------------ |  |  |  |
| 5  | Italia (bandiera)    | D     | Davide Banini      |  |  |  |
| 7  | Italia (bandiera)    | D     | Federico Pagnini   |  |  |  |
| 9  | Italia (bandiera)    | A     | Marco Pagnini      |  |  |  |
| 11 | Italia (bandiera)    | P     | Marco Mugnaini     |  |  |  |
| 15 | Italia (bandiera)    | D     | Francesco Banini   |  |  |  |
| 19 | Italia (bandiera)    | A     | Alessandro Franchi |  |  |  |
| 21 | Germania (bandiera)  | A     | Max Thiel          |  |  |  |
| 29 | Italia (bandiera)    | P     | Leonardo Barozzi   |  |  |  |
| 75 | Argentina (bandiera) | D     | Fernando Montigel  |  |  |  |
| 85 | Italia (bandiera)    | D     | Claudio Bracali    |  |  |  |

### Staff tecnico
- Allenatore:  Sérgio Silva